# L'estate della diciassettesima bambola
L'estate della diciassettesima bambola (Summer of the Seventeenth Doll) è un film del 1959 diretto da Leslie Norman.
Il film è tratto da un lavoro teatrale del 1955 di Ray Lawler, una delle più importanti opere del teatro naturalistico australiano del dopoguerra. La commedia ebbe un grande successo a Londra due anni dopo, prodotta da Laurence Olivier. Il film non piacque a Lawler perché aveva ridotta l'australianità della commedia e per l'accento americano del protagonista Borgnine, e per altre differenze.
Negli USA è noto col titolo Season of Passion, e uscì solo nel 1962.

## Trama
Roo e Barney sono due tagliatori di canna da zucchero del Queensland (in Australia) e ogni anno dopo la stagione di lavoro ritornano dalle loro fidanzate. Da sedici anni Roo passa l'estate con la barista Olive, mentre Barney sta con Nancy. L'anno dopo Barney scopre che Nancy si è sposata; tuttavia Olive gli ha portato una sostituta, la manicure Pearl. Anche Roo ha un brutto periodo, essendo stato sostituito come capo da un giovane, Dowd.
Barney cerca di pacificare Roo e Dowd, a cui piace Bubba, una ragazza cresciuta con i tagliacanna. Roo chiede a Olive di sposarlo, ma lei rifiuta per continuare come prima.